# Hun Came
Hun Came este un zeu al morții la mayași, conducător al lumii subterane (Xibalba) alături de pasărea demon Vucub Caquix. 

## Popol Vuh
Potrivit Popol Vuh el este un zeu demon al lumii de dincolo care, împreună cu Vucub Caquix, l-a ucis pe Hun Hunahpu. Ei vor fi mai uciși mai târziu, pentru această faptă, de către Eroii Gemeni. 

## Etimologie
Numele său se traduce: O Moarte.